# Sternbergite
La sternbergite è un minerale.